# 益宁街道
益宁街道是中华人民共和国云南省曲靖市麒麟区下辖的一个街道办事处。

## 行政区划
益宁街道下辖以下村级行政区划单位：
台子社区、水寨社区、文笔社区、金牛社区、金江社区、花柯社区、牛街社区。